# Jim Holdaway
Jim Holdaway, född 1927 i London, död 1970, var en brittisk serietecknare. Han är mest känd för att ha arbetat med serierna Modesty Blaise, Romeo Brown och Davy Crockett.

## Biografi
Vid 14 års ålder tilldelades Holdaway ett stipendium vid Kingston School of Art. Han blev inkallad till armén år 1945, där han tjänstgjorde i Italien, Australien och Grekland - och då han återvänt hem fortsatte han att studera konst. Efter ett tag började han känna sig rastlös, så tillsammans med en skolkamrat bestämde han sig för att överge studierna för att leta efter arbete i Frankrike. De erbjöds många arbeten, särskilt inom att marknadsföra skor, men de insåg att lönen skulle betalas ut kvartalsvis och de hade inte tillräckligt med pengar för att kunna klara sig fram till första avlöning - så de återvände till England.
Holdaway började arbeta för ett företag som tillverkade lådor och kartonger. Vid den här tiden började han extraknäcka som frilansande serietecknare åt olika tidningar, och erfarenhet fick han genom att även illustrera böcker. Med tiden började han arbeta som frilansande tecknare på heltid, och hans verk publicerades i tidningar som Odhams och Amalgamated Press - vilka var de största tidningarna på den tiden.
Under slutet av 1956 började han arbeta för tidskriften Daily Mirror, där han träffade manusförfattaren och serieskaparen Peter O'Donnell och tillsammans skrev och tecknade de serien Romeo Brown. Holdaway och O'Donnell blev snabbt vänner och deras serie gick under sex år innan redaktörerna bestämde sig för att lägga ner den med motiveringen att de inte förstod den.
År 1962 ombads O'Donnell att skapa en ny serie, vilket resulterade i Modesty Blaise. Han undrade dock vem som skulle teckna den, och svaret blev Jim Holdaway. En gång i veckan kom Holdaway och besökte O'Donnell på dennes kontor, och tillsammans gick de igenom idéer och teckningar som Holdaway sedan tog med sig till en studio på andra sidan gatan.
Holdaway tecknade Modesty Blaise-serien i sju år och vann beundran av många andra tecknare världen över.
Holdaway dog av en hjärtattack vid 43 års ålder.